# Atlanta Braves

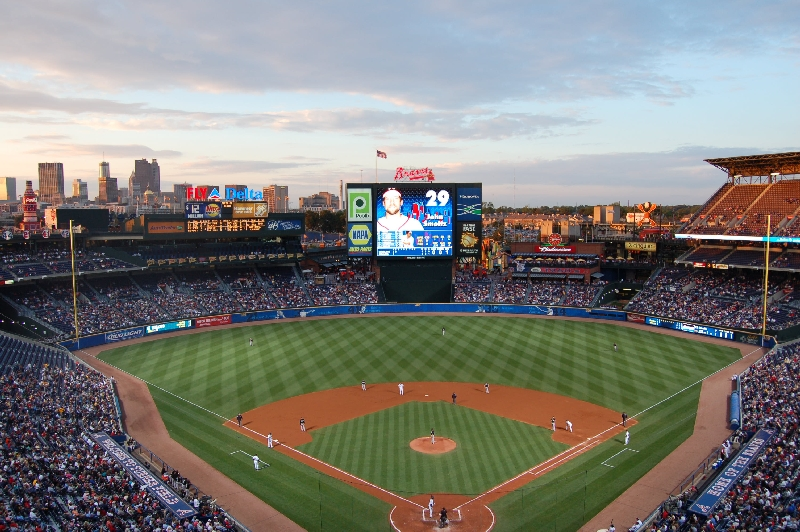
Stadion Atlanta Braves

Atlanta Braves – drużyna baseballowa grająca we wschodniej dywizji National League, z siedzibę w Atlancie w stanie Georgia. Braves cztery razy wygrali World Series, w 1914 r. w Bostonie, 1957 r. w Milwaukee oraz latach 1995 i 2021 w Atlancie. Jest to jedyny zespół w historii lig zawodowych, który zdobył mistrzostwo w trzech różnych miastach. Jest najstarszym istniejącym zawodowym klubem w Stanach Zjednoczonych.

## Historia

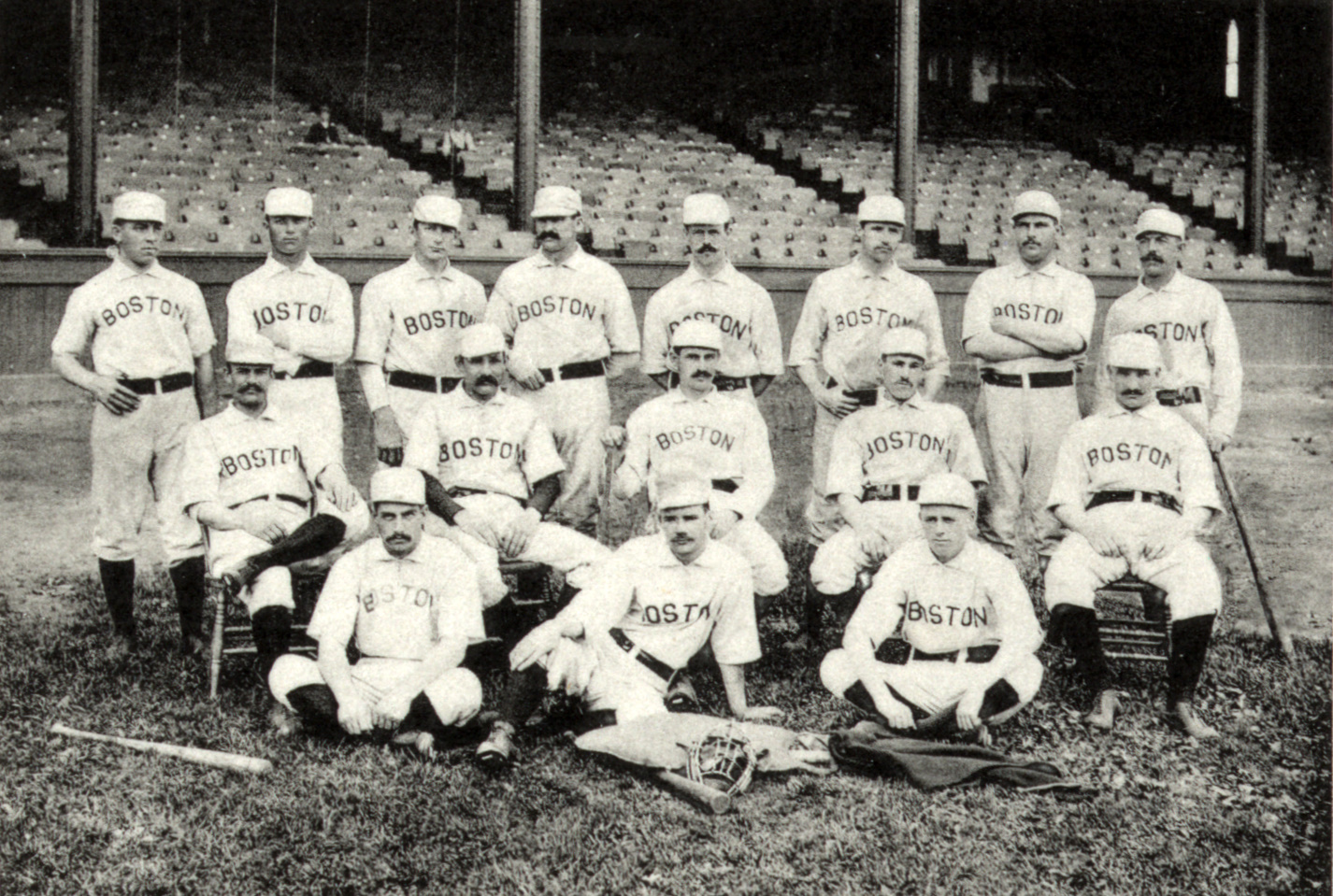
Boston Beaneaters w 1888 roku.

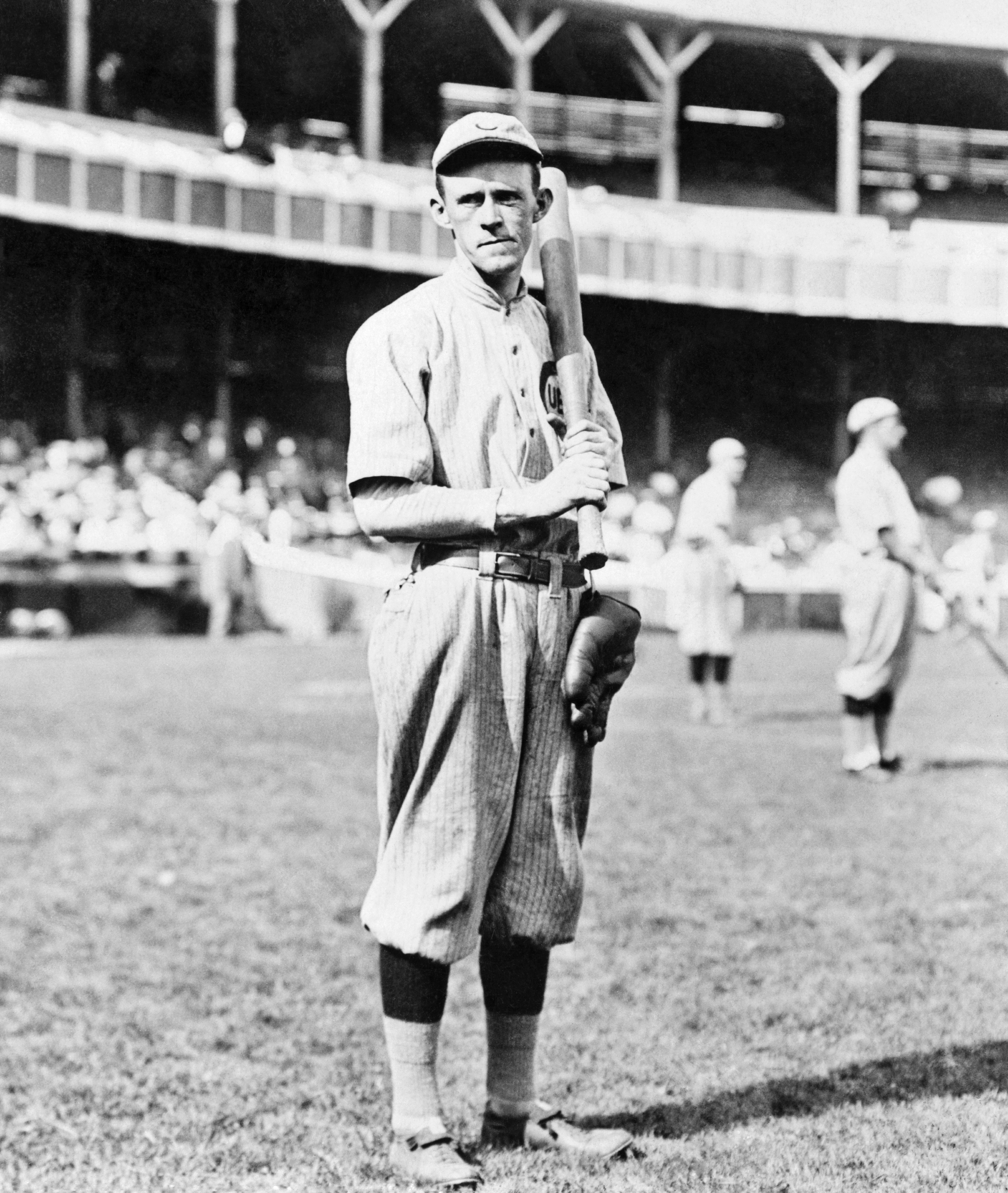
Johnny Evers zwyciężył w World Series w 1914 roku.

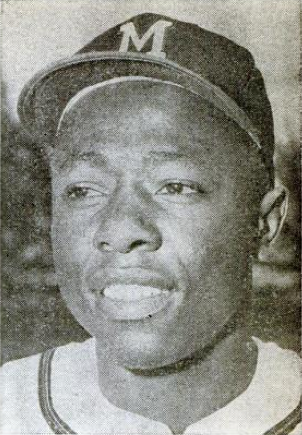
Hank Aaron – MVP National League w 1957 roku.

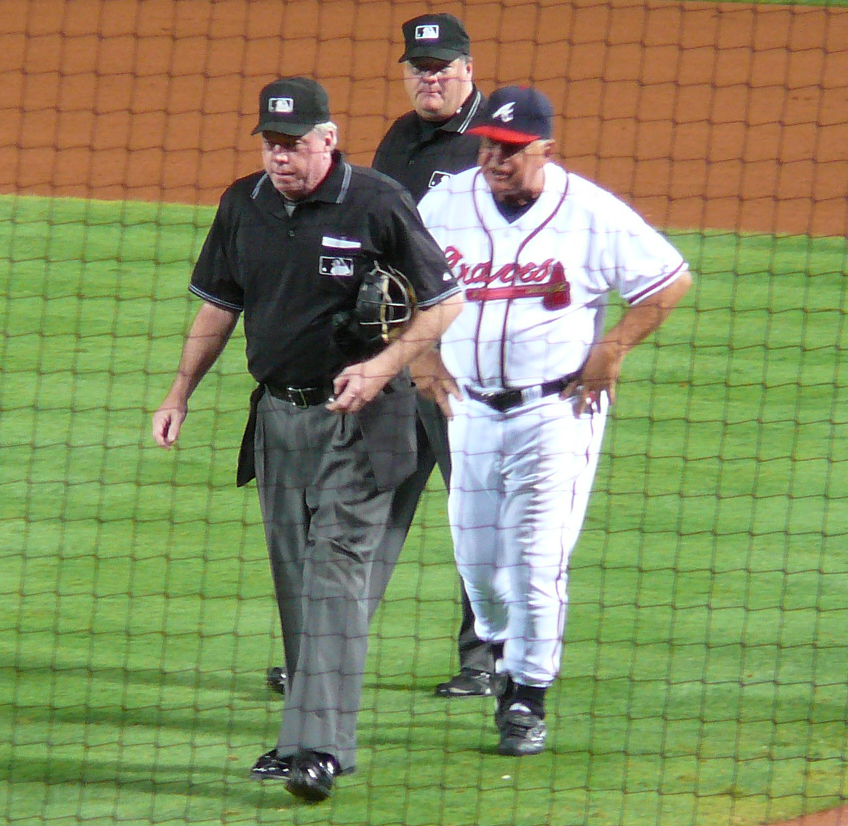
Bobby Cox – trzykrotny Menadżer Roku w National League

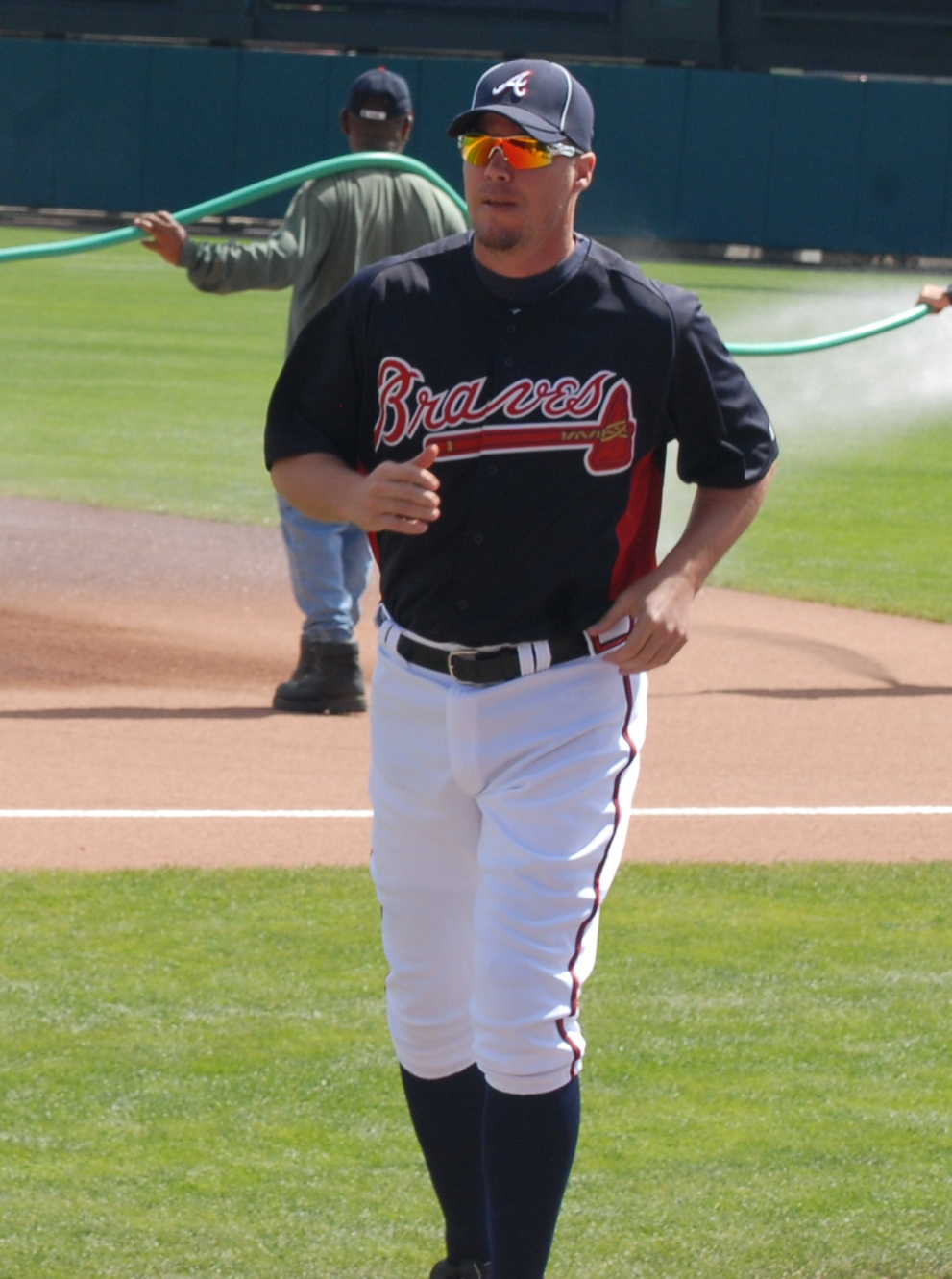
Chipper Jones – MVP National League w 1999 roku.

Cincinnati Red Stockings, założony w 1869 roku jako pierwszy profesjonalny klub baseballowy został rozwiązany po zakończeniu sezonu 1870. Grający menadżer Harry Wright wraz z bratem George’em oraz dwoma zawodnikami z Cincinnati przeniósł się do Bostonu, gdzie utworzyli klub Boston Red Stockings, który był członkiem założycielem ligi National Association of Professional Base Ball Players w skrócie National Association. Klub prowadzony przez braci Wright, Rossa Barnesa oraz Alberta Spaldinga wywalczył cztery mistrzostwa ligi w ciągu pięciu sezonów. W roku 1876 był jednym z założycieli National League (nowo powstali Cincinnati Red Stockings także byli członkami tej ligi). W 1883 zespół zmienił nazwę na Beaneaters.
Beaneaters do końca XIX wieku zwyciężali w National League ośmiokrotnie. W sezonie 1898 zespół wygrał 102 mecze, co było rekordem klubowym przez 95 lat. W 1901 założono nowy klub w Bostonie Americans, który wstąpił w szeregi American League. Do nowo utworzonego zespołu odszedł między innymi grający menadżer i trzeciobazowy Jimmy Collins. W latach 1903–1914 zespół tylko w jednym sezonie osiągnął dodatni bilans zwycięstw i porażek i pięciokrotnie przegrał ponad 100 meczów; w tym samym okresie klub trzykrotnie zmieniał nazwę: na Doves w 1907, Rustlers w 1911 i Braves w 1912.
W sezonie 1914 Braves po rozegraniu dwudziestu dwóch spotkań mieli bilans 4–18 i zajmowali ostatnie, ósme miejsce w National League. 4 lipca po przegraniu dwumeczu z Brooklyn Dodgers bilans zwycięstw i porażek zespołu wynosił 26–40 co dawało ostatnie miejsce w tabeli ze stratą 15 meczów do prowadzących New York Giants. Od 5 lipca do 5 września Braves wygrali 41 meczów i przegrali 12. 7 i 8 września w trzech meczach przeciwko New York Giants Braves wygrali dwukrotnie i przesunęli się na pierwsze miejsce w tabeli, co premiowało awansem do World Series. Do końca sezonu Braves wygrali 25 meczów przegrywając sześciokrotnie, podczas gdy Giants osiągnęli wynik 16–16. Zespół pozostaje jedyną do dziś drużyną, który wygrał ligę będąc na ostatnim miejscu 4 lipca. W World Series Braves w roli gospodarza występowali na Fenway Park, stadionie Boston Red Sox, gdyż obiekt South End Grounds mógł pomieścić tylko 5 tysięcy widzów. W finałach Braves pokonali Philadelphia Athletics 4–0. Po wywalczeniu mistrzostwa właściciel klubu James Gaffney postanowił wybudować nowy stadion, który nazwano Braves Field; był wówczas największym obiektem w kraju, który mógł pomieścić ponad 40 tysięcy widzów. W 1953 siedzibę klubu przeniesiono do Milwaukee. W sezonie 1957 zespół po osiągnięciu bilansu 95–59–1 i zajęciu 1. miejsca w National League, uzyskał awans do World Series, w których pokonał New York Yankees 4–3.
W 1965 zarząd klubu podjął decyzję o przeniesieniu siedziby do Atlanty i rozgrywaniu meczów na Atlanta–Fulton County Stadium. W sezonie 1995 Braves zdobyli mistrzowski tytuł po raz trzeci w historii klubu; w World Series pokonali Cleveland Indians 4–2. Dwa lata później przenieśli się na nowo powstały obiekt Turner Field, mogący pomieścić 50 096 widzów; koszt jego budowy wyniósł 239 milionów dolarów.

## Sukcesy
| Tytuł                                               | Liczba | Rok |
| --------------------------------------------------- | ------ | --- |
| World Series                                        | 4      | 1914, 1957, 1995, 2021                                                                                     |
| National League National League Championship Series | 18     | 1877, 1878, 1883, 1891, 1892, 1893, 1897, 1898, 1914, 1948, 1957, 1958, 1991, 1992, 1995, 1996, 1999, 2021 |
| National League East Division                       | 16     | 1995, 1996, 1997, 1998, 1999, 2000, 2001, 2002, 2003, 2004, 2005, 2013, 2018, 2019, 2020, 2021             |
| National League West Division                       | 5      | 1969, 1982, 1991, 1992, 1993                                                                               |

## Zastrzeżone numery
Od 1997 numer 42 zastrzeżony jest przez całą ligę ku pamięci Jackie Robinsona, który jako pierwszy Afroamerykanin przełamał bariery rasowe w Major League Baseball.
| Dale Murphy OF Zastrzeżony w 1994 | Bobby Cox M Zastrzeżony w 2011     | Chipper Jones 3B Zastrzeżony w 2013  | Warren Spahn P Zastrzeżony w 1965 | John Smoltz P Zastrzeżony w 2012 | Greg Maddux P Zastrzeżony w 2009 |
| Phil Niekro P Zastrzeżony w 1984  | Eddie Mathews 3B Zastzeżony w 1969 | Jackie Robinson – Zastrzeżony w 1997 | Hank Aaron OF Zastrzeżony w 1977  | Tom Glavine P Zastrzeżony w 2010 |                                  |